# Lijst van historische spoorlijnen in het Verenigd Koninkrijk

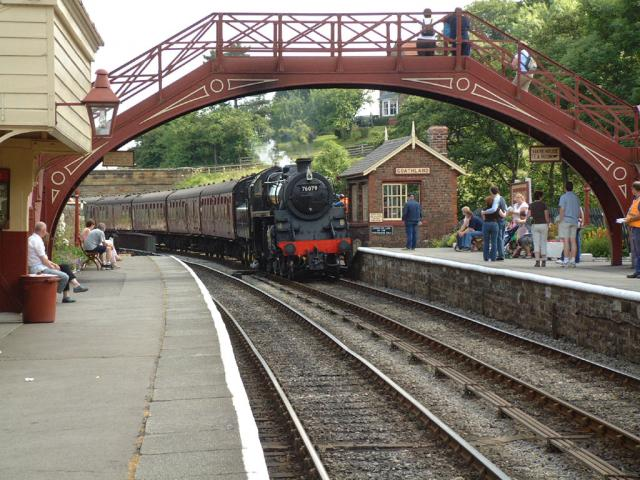
Goathland station op de North Yorkshire Moors Railway

Dit is een lijst van historische spoorlijnen in het Verenigd Koninkrijk.
Mid Hants-railwayDe Mid Hants-railway staat lokaal bekend als de Watercress Line. Een 16 kilometer lange route door het afwisselende landschap tussen New Alresford en Alton, in het zuiden van Engeland.
Isle of Man RailwayDe Isle of Man Railway (IMR) is een smalspoorspoorweg tussen Douglas, Castletown en Port Erin op het Isle of Man. De lijn is gebouwd op een 914 mm breed railsbed en is 24,6 km lang. Het is een onderdeel van wat vroeger een veel groter netwerk was dat ooit diende bij de westelijke stad Peel, de noordelijke stad van Ramsey en het kleine mijnbouw dorp Foxdale.
West Somerset RailwayDe West Somerset Railway is een pittoreske spoorlijn van Bishops Lydeard naar Minehead door het landelijk gebied van Zuidwest-Engeland. Langs deze lijn zijn tien gerestaureerde stations.
East Somerset RailwayDe East Somerset Railway is een vier kilometer lange toeristische spoorlijn tussen Cranmore en Mendip Vale in Somerset in Zuidwest-Engeland. De lijn werd op 5 juni 1856 geopend en werd oorspronkelijk gebouwd als een lijn met breedspoor.
Churnet Valley RailwayDe Churnet Valley Railway is een 8,45 km lange toeristische spoorlijn tussen Cheddleton Station en Denstone ten oosten van Stoke-on-Trent in Staffordshire in het midden van Engeland. De North Staffordshire Railway Society werd opgericht in 1970 en kocht een oude goederenwerf op Cheddleton Station. Werkplaatsen werden daar neergezet en de eerste locomotieven werden daar klaargemaakt.
Snowdon Mountain RailwayDe Snowdon Mountain Railway is een tandradspoorweg naar de top van Snowdon, de hoogste berg van Wales. De lijn loopt door een fraai landschap van het Snowndonia Nationaal Park met een uitzicht over bergen en meren. De terrastuin Bodnant Garden is eigendom van de National Trust. Het park heeft een zuidwestelijke ligging aan de rivier de Conwy en biedt prachtige uitzichten op het rivierdal en op de bergen van Snowdonia.
Bure Valley RailwayDe Bure Valley Railway, Norfolks langste vijftien inch spoorlijn loopt tussen het oude stadje Aylsham en Wroxham, de hoofdstad van de Norfolk Broads land. De 29 kilometer lange spoorweg gaat heen en terug door het pittoreske landschap van het Bure-dal via de meanderende rivier en weiden van oud grasland en de trein stopt af en toe bij kleine dorpen. De spoorweg exploiteert diensten met behulp van stoom- of diesellocomotieven. Op dagen dat de spoorwegen werken, zijn er ten minste drie treinen per dag.
Hieronder nog een aantal Engelse smalspoorlijnen volgens de Railway Clearing House Railway Atlas uit 1994:

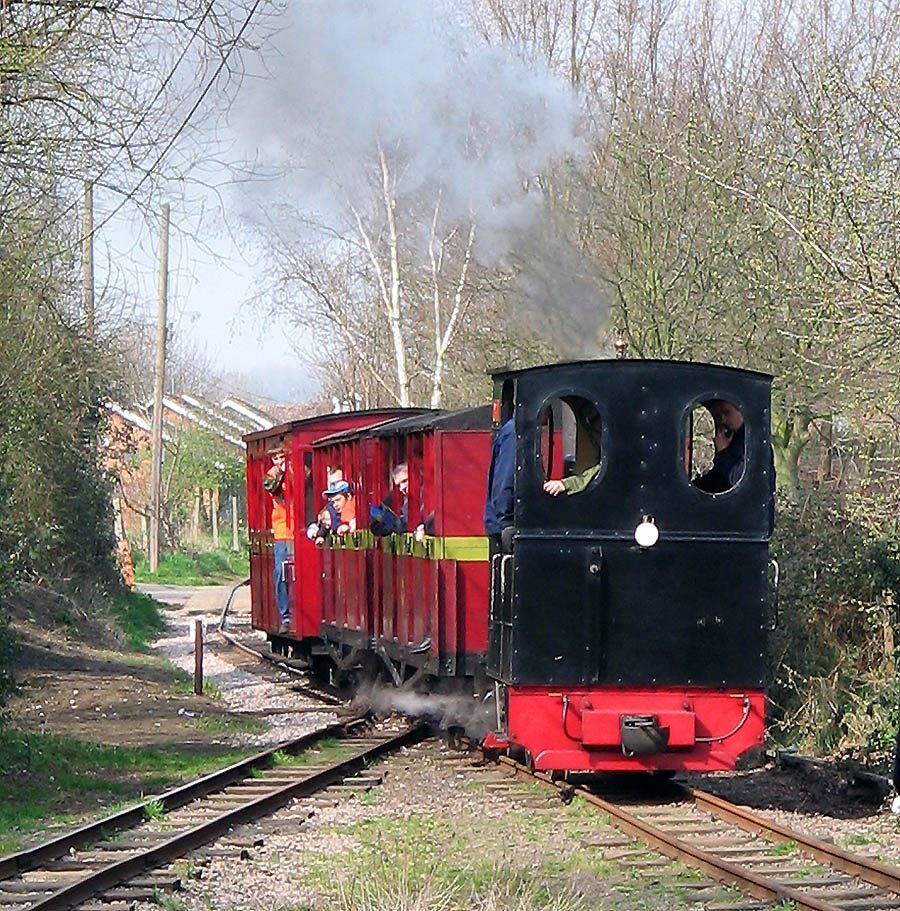
Smalspoortrein op de Leighton Buzzard Light Railway in Engeland.

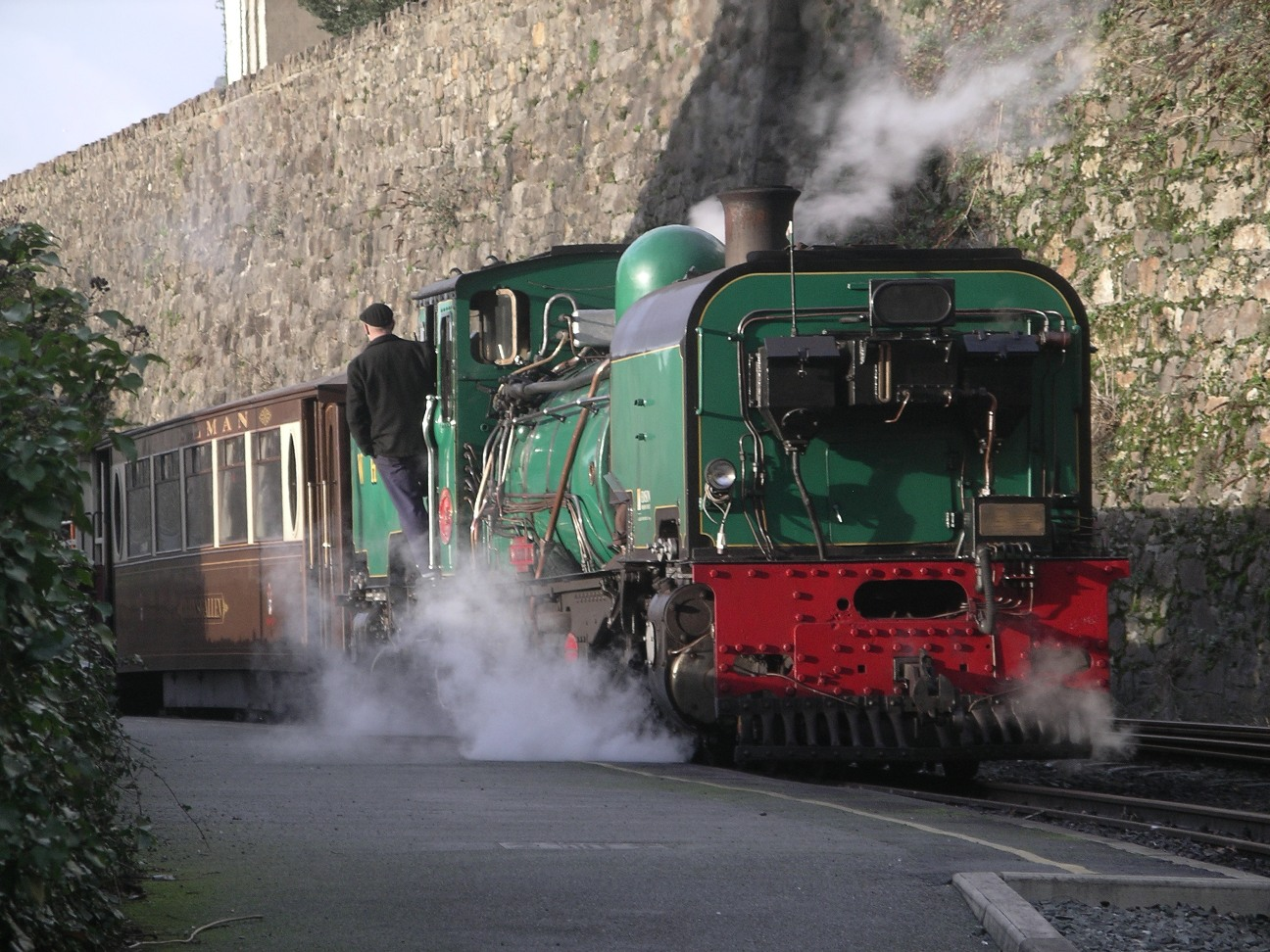
Een trein op de Welsh Highland Railway.

| Smalspoorlijnen               |
| ----------------------------- |
| Southwold Railway             |
| Ffestiniog Railway            |
| Croesor Tramway               |
| Welsh Highland Railway        |
| Talyllyn Railway              |
| Corris Railway                |
| Welshpool & Llanfair Railway  |
| Vale of Rheidol Railway       |
| Lynton and Barnstaple Railway |
| East Cornwall Mineral Railway |
| Pentewan Railway              |